# Los Angeles Times 500
Los Angeles Times 500, var ett Nascar-lopp som kördes på den 2,5 mile (4.023 km) långa ovalbanan Ontario Motor Speedway i Ontario, Kalifornien 1971-1972 samt 1974-1980. Los Angeles Times 500 kördes för sista gången 1980. I december samma år stängdes Ontario Motor Speedway för gott.

## Tidigare namn
- Miller High Life 500 (1971-1972)
- Los Angeles Times 500 (1974-1980)

## Vinnare genom tiderna
| Säsong | Datum       | Nr        | Förare        | Team/ bilägare        | Konstruktör | Distans   | Distans       | Tid       | Snitthastighet (mph) | Rapport   |
| Säsong | Datum       | Nr        | Förare        | Team/ bilägare        | Konstruktör | Varv      | Miles (km)    | Tid       | Snitthastighet (mph) | Rapport   |
| ------ | ----------- | --------- | ------------- | --------------------- | ----------- | --------- | ------------- | --------- | -------------------- | --------- |
| 1971   | 28 februari | 21        | A. J. Foyt    | Wood Brothers Racing  | Mercury     | 200       | 500 (804,672) | 3:43.36   | 134,168              | Rapport   |
| 1972   | 5 mars      | 21        | A. J. Foyt    | Wood Brothers Racing  | Mercury     | 200       | 500 (804,672) | 3:56.04   | 127,082              | Rapport   |
| 1973   | Kördes ej   | Kördes ej | Kördes ej     | Kördes ej             | Kördes ej   | Kördes ej | Kördes ej     | Kördes ej | Kördes ej            | Kördes ej |
| 1974   | 24 november | 12        | Bobby Allison | Penske Racing         | AMC         | 200       | 500 (804,672) | 3:42.17   | 134,963              | Rapport   |
| 1975   | 23 november | 15        | Buddy Baker   | Bud Moore Engineering | Ford        | 200       | 500 (804,672) | 3:33.12   | 140,712              | Rapport   |
| 1976   | 21 november | 21        | David Pearson | Wood Brothers Racing  | Mercury     | 200       | 500 (804,672) | 3:38.49   | 137,101              | Rapport   |
| 1977   | 20 november | 5         | Neil Bonnett  | Jim Stacy             | Dodge       | 200       | 500 (804,672) | 3:53.50   | 128,296              | Rapport   |
| 1978   | 19 november | 15        | Bobby Allison | Bud Moore Engineering | Ford        | 200       | 500 (804,672) | 3:37.44   | 137,783              | Rapport   |
| 1979   | 18 november | 27        | Benny Parsons | M.C. Anderson Racing  | Chevrolet   | 200       | 500 (804,672) | 3:45.52   | 132,822              | Rapport   |
| 1980   | 15 november | 27        | Benny Parsons | M.C. Anderson Racing  | Chevrolet   | 200       | 500 (804,672) | 3:51.46   | 129,441              | Rapport   |

### Förare med flera segrar
| Antal segrar | Förare        | År         |
| ------------ | ------------- | ---------- |
| 2            | A. J. Foyt    | 1971, 1972 |
| 2            | Bobby Allison | 1974, 1978 |
| 2            | Benny Parsons | 1979, 1980 |

### Team med flera segrar
| Vinster | Team                  | År               |
| ------- | --------------------- | ---------------- |
| 3       | Wood Brothers Racing  | 1971, 1972, 1976 |
| 2       | Bud Moore Engineering | 1975, 1978       |
| 2       | M.C. Anderson Racing  | 1979, 1980       |

### Konstruktörer efter antal segrar
| Antal segrar | Konstruktör | År               |
| ------------ | ----------- | ---------------- |
| 3            | Mercury     | 1971, 1972, 1976 |
| 2            | Ford        | 1975, 1978       |
| 2            | Chevrolet   | 1979, 1980       |
| 1            | AMC         | 1974             |
| 1            | Dodge       | 1977             |